# Riley County
Riley County is een county in de Amerikaanse staat Kansas.
De county heeft een landoppervlakte van 1.579 km² en telt 62.843 inwoners (volkstelling 2000). De hoofdplaats is Manhattan.